# 亜硫酸マグネシウム
亜硫酸マグネシウム（ありゅうさんマグネシウム、英: Magnesium sulfite）はマグネシウムの亜硫酸塩で、化学式MgSO3で表される無機化合物。一般には六水和物が知られ、40度に加熱すると三水和物になる。無水物は吸湿性がある。

## 反応
水酸化マグネシウムを亜硫酸ガスの脱硫に使用すると亜硫酸マグネシウムを生成する。
{\displaystyle {\ce {Mg(OH)2\ + H_2SO3 -> MgSO3\ + 2H2O}}}
亜硫酸マグネシウムは酸化により硫酸マグネシウムになる。
{\displaystyle {\ce {2MgSO3\ + O2 -> 2MgSO4}}}